# Johanneskirche (Saarbrücken)

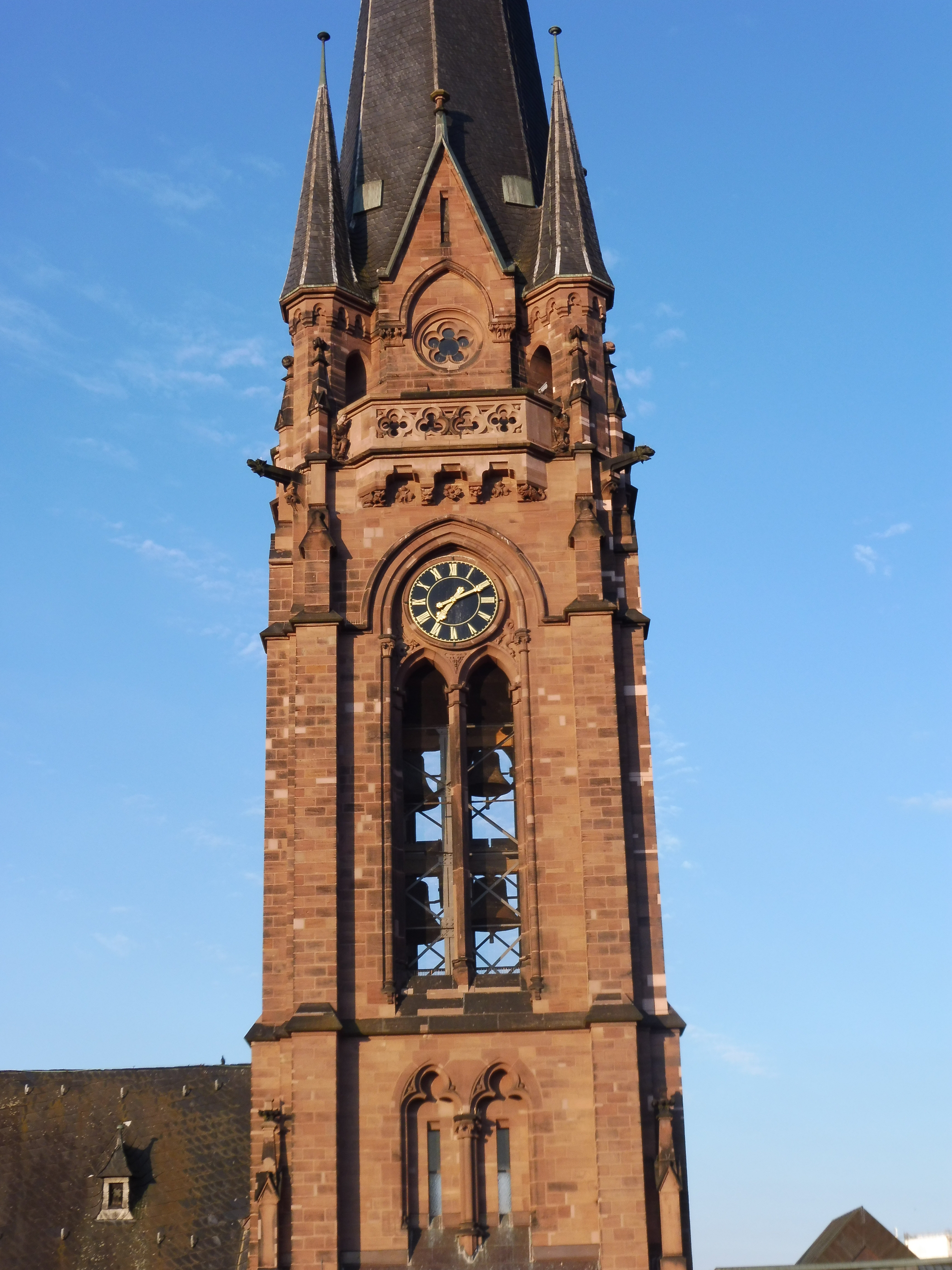
Geläut und Fialtürme (Nordseite)

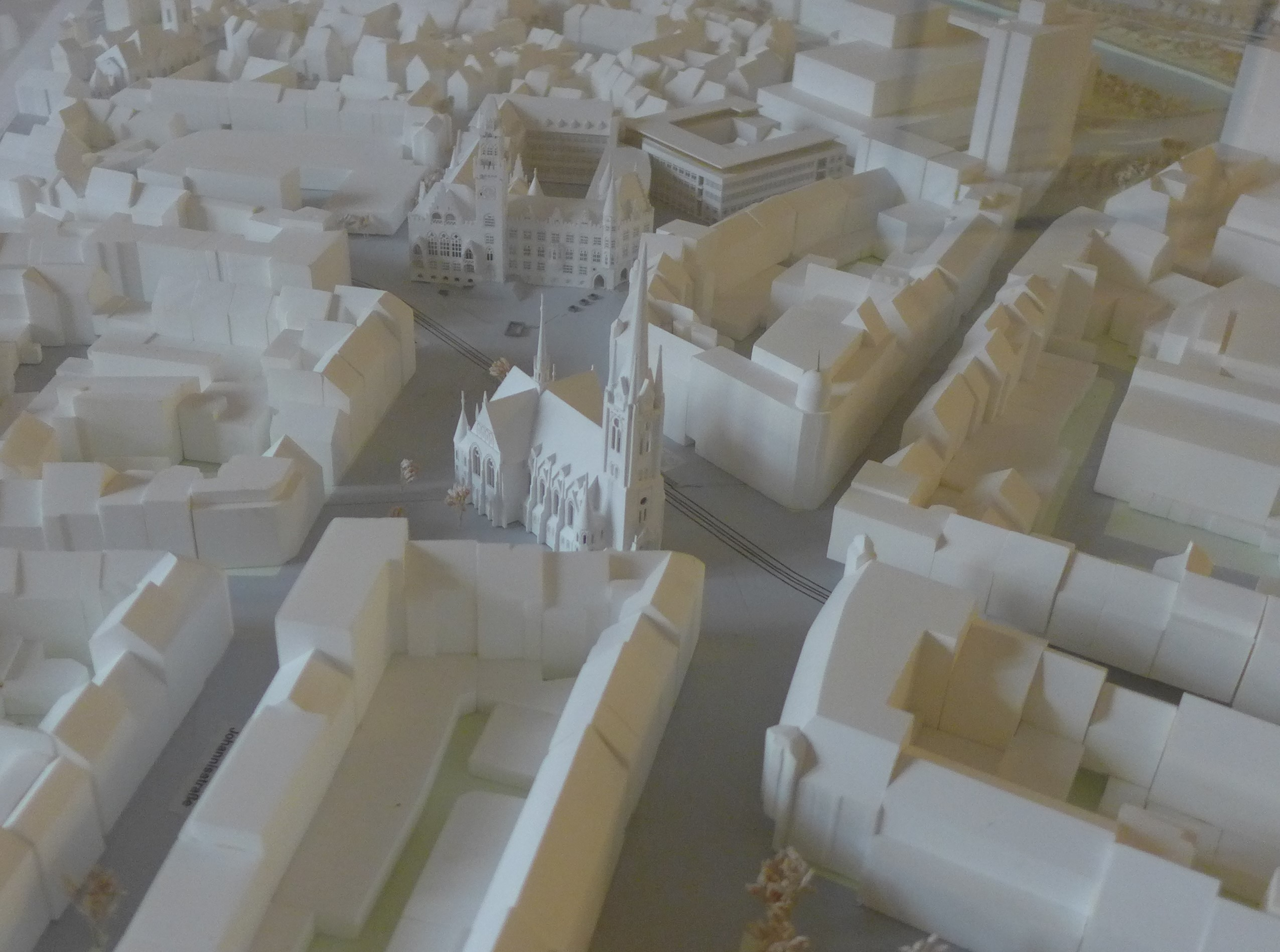
Rathausplatz St. Johann mit Johanneskirche und Rathaus St. Johann im Stadtmodell Saarbrücken

Die Johanneskirche ist eine im Jahr 1898 fertiggestellte evangelische Kirche in Saarbrücken. Sie steht im Stadtteil St. Johann, gegenüber dem Rathaus St. Johann. Die neugotische Kirche überstand den Zweiten Weltkrieg nahezu ohne Schäden, obwohl die Luftangriffe auf Saarbrücken die Stadt weitgehend zerstört hatten. Die Kirche wurde in der Nachkriegszeit einer purifizierenden Umgestaltung unterzogen. Heute werden in der Johanneskirche nicht nur Gottesdienste abgehalten, sondern auch Kundgebungen und kulturelle Veranstaltungen durchgeführt. In der Denkmalliste des Saarlandes ist die Kirche als Einzeldenkmal aufgeführt. Die Kirche ist dem Kirchenkreis Saar-West der Evangelischen Kirche im Rheinland zugeordnet. Der Turm der Johanneskirche mit seiner Höhe von 74 m ist nach der Kriegszerstörung des Turmes der Saarbrücker Josefskirche mit ursprünglich 75 m Höhe aktuell der höchste Kirchturm im Saarland.

## Geschichte

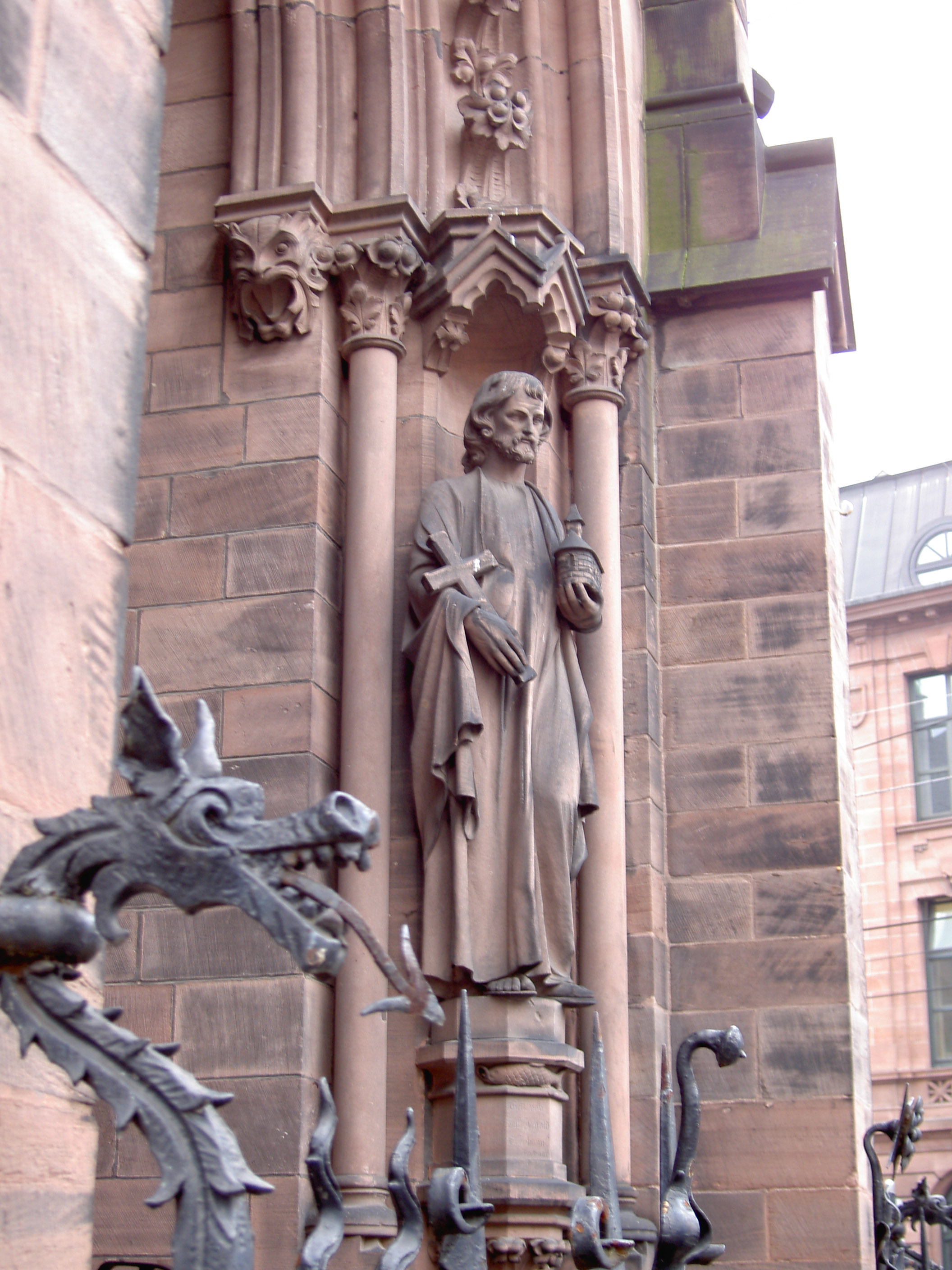
Figur des Arnulf von Metz; Die Legende besagt, Arnulf habe im Jahr 629 seinem Bischofsamt entsagt und sich in die sogenannte Heidenkapelle (ehemaliges Mithräum) am Halberg zurückgezogen, wo bereits sein angeblicher Vater, der heilige Arnual, als Einsiedler gelebt habe. Von dort aus habe er die Erbauung der Johannes dem Täufer gewidmeten Kapelle (heute Ort der Basilika St. Johann) im Fischerdorf St. Johann initiiert. Vom Titelheiligen dieser Kapelle habe dann das Fischerdorf den Ortsnamen St. Johann übernommen.

### Rückgabe der Johanneskapelle an die Katholiken
Auf Druck der französischen Oberhoheit unter König Ludwig XIV. musste man die in der Reformation protestantisch gewordene kleine mittelalterliche Kirche St. Johann (heute Ort der Basilika St. Johann) wieder den Katholiken überlassen. Anstelle der alten Johanneskapelle wurde von 1754 bis 1758 durch Baumeister Friedrich Joachim Stengel die Kirche St. Johann errichtet. Die evangelischen Gläubigen der Stadt St. Johann mussten nun zum Gottesdienst die evangelische Saarbrücker Schlosskirche aufsuchen, die allerdings zu diesem Zeitpunkt zerstört war. Erst im Jahr 1682 begann mit Hilfe von Spenden ein provisorischer Wiederaufbau.

### Bau einer barocken evangelischen Kirche in St. Johann
Damit auch die St. Johanner Stadtgemeinde eine eigene evangelische Kirche zur Verfügung hatte, förderte Graf Karl Ludwig von Nassau-Saarbrücken den Neubau eines Gotteshauses. Doch bevor er damit beginnen konnte, starb er am 6. Dezember 1723.
Der Grundstein zur evangelischen Kirche in St. Johann wurde damit erst unter der Herrschaft von Graf Friedrich Ludwig von Nassau-Ottweiler am 4. April 1725 gelegt. Die feierliche Einweihung fand am 24. Juni 1727 statt.

### Neubaupläne und Bauwettbewerb

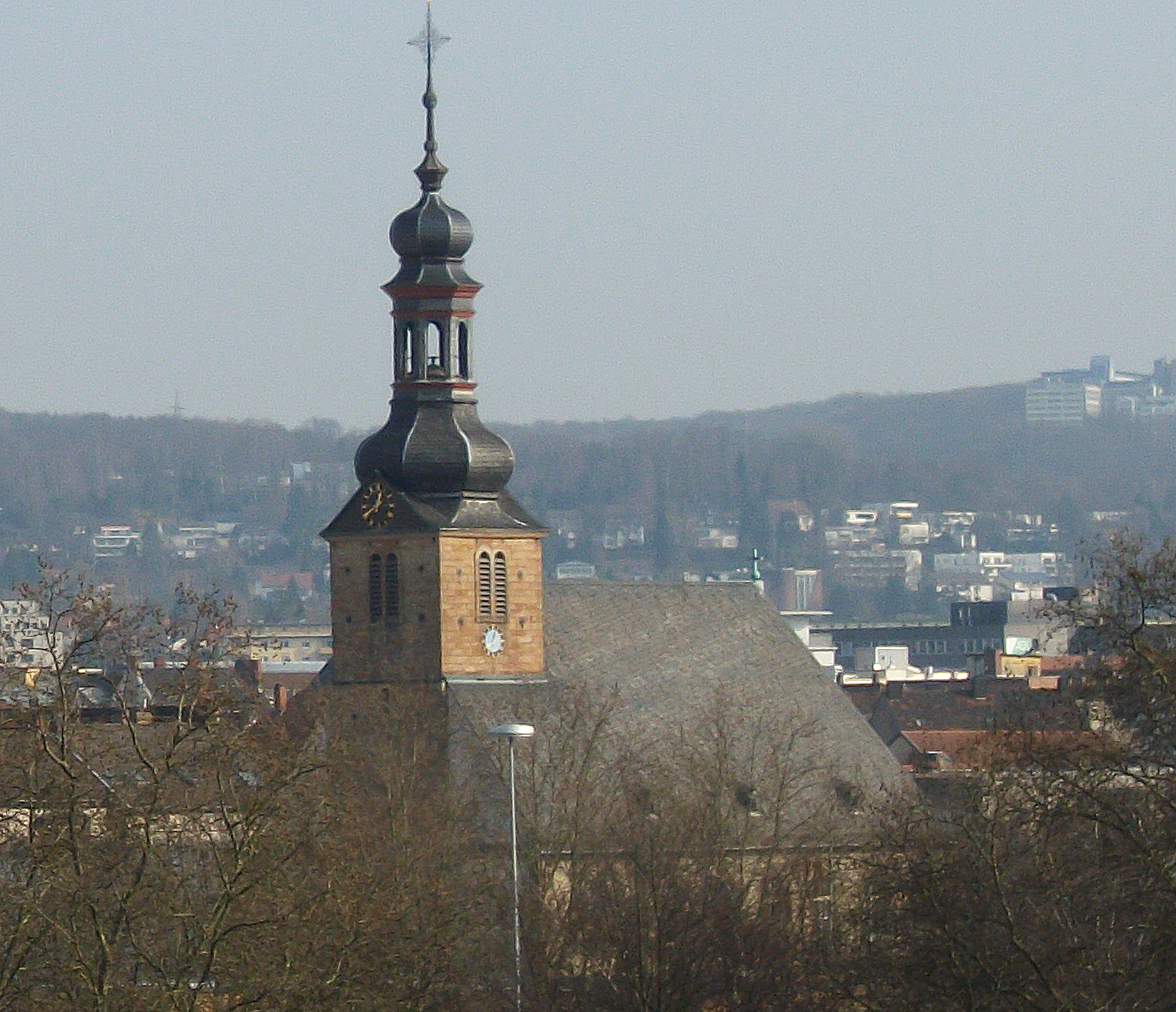
Alte Evangelische Kirche St. Johann
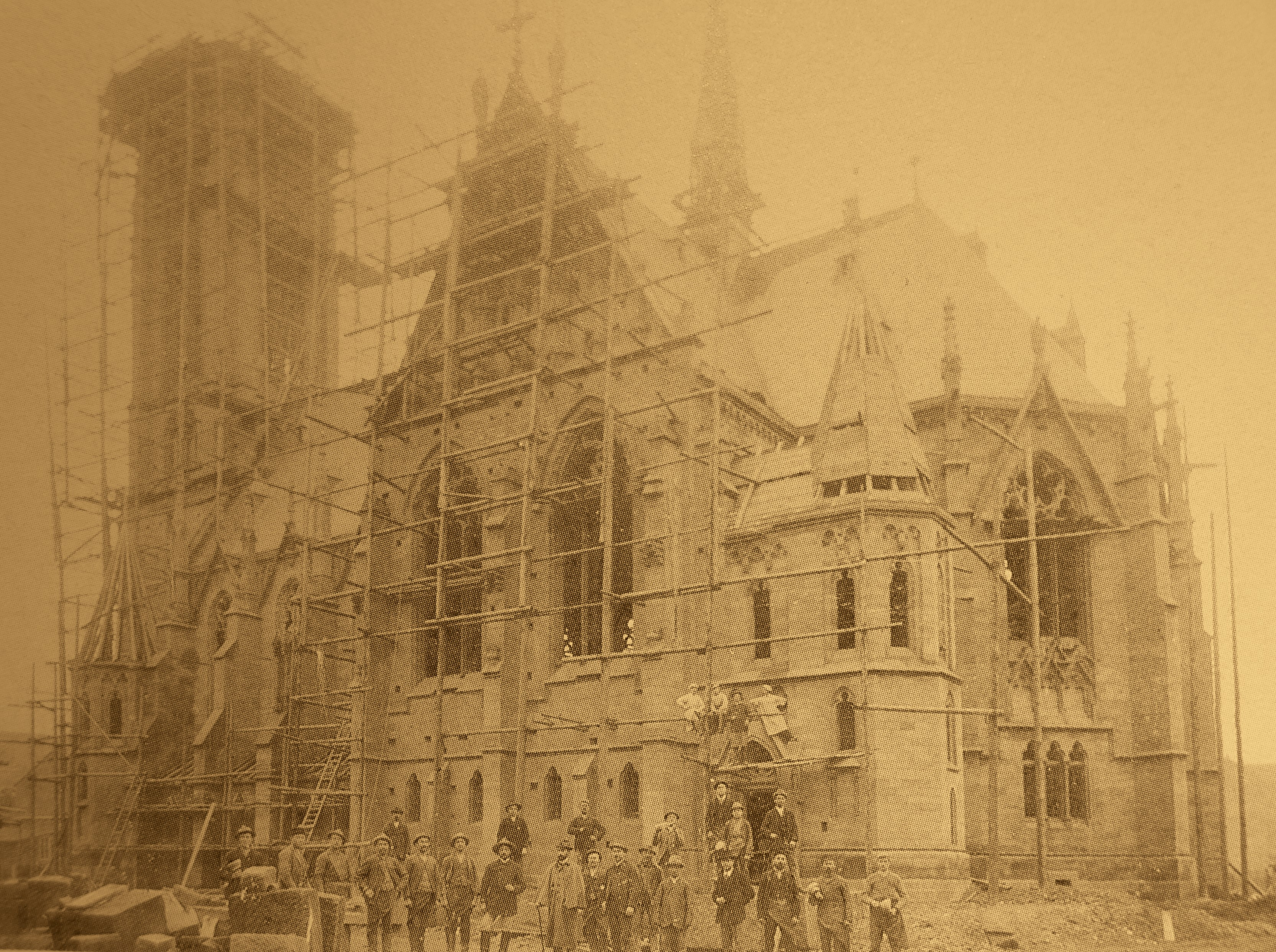
Die Johanneskirche im Rohbau (Stadtarchiv Saarbrücken)
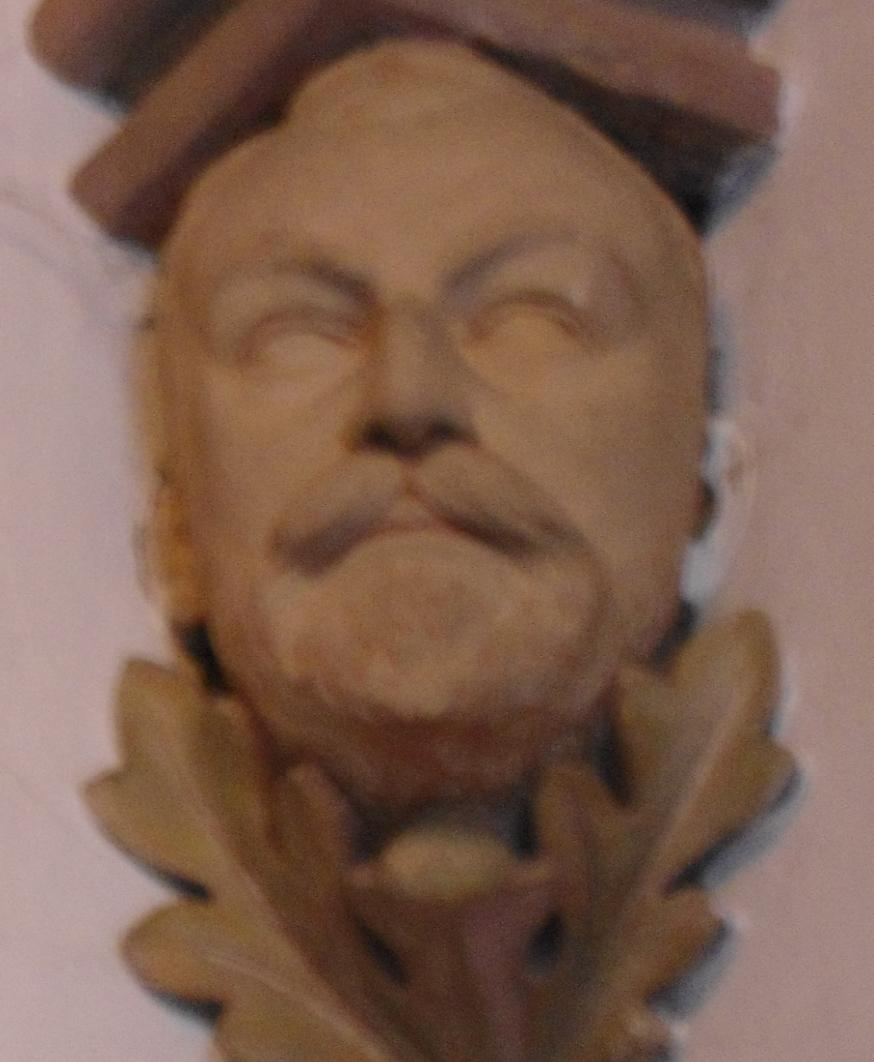
Konsolkopf, Darstellung des Architekten Heinrich Güth in der Turmhalle

Da die barocke evangelische Kirche im 19. Jahrhundert für die wachsende evangelische Gemeinde in St. Johann zu klein wurde, begannen Planungen für einen Kirchenneubau. Im Jahr 1885 begann das Presbyterium, sich verstärkt mit diesbezüglichen Planungen zu beschäftigen. Im November 1891 wurde ein Architektenwettbewerb durchgeführt, an dem sich Architekten aus dem ganzen Deutschen Reich beteiligten. Die Baukosten sollten 250.000 Mark nicht überschreiten, die Kirche sollte 1200 Sitzplätze bieten und auf eine gute Akustik war zu achten. Der Baustil wurde nicht explizit vorgeschrieben, allerdings sollte die Achse des Neubaues am Verlauf der Kaiserstraße orientiert sein. Im Juli 1892 wurde der Entwurf des Leipziger Architekten Richard Tschammer mit dem 1. Preis prämiert. Richard Tschammer war schon durch Kirchenbauten in Leipzig hervorgetreten. Sein heute wohl bekanntester Bau ist das Gebäude der Leipziger Feuerversicherungsanstalt, dem späteren Leipziger Stasi-Gebäude „Runde Ecke“. Trotz seiner Erfahrungen bekam Tschammer den Bauauftrag nicht zugesprochen. Stattdessen entschied sich das Presbyterium für den im Wettbewerb zweitplatzierten Entwurf des St. Johanner Architekten Heinrich Güth. Baubeginn war im Jahr 1894. Am 6. Juli 1898 wurde die Einweihung unter der Leitung von Oberpfarrer Gustav Ilse feierlich begangen. Die geplanten Baukosten waren erheblich überschritten worden. Einschließlich Bauplatz und Ausstattung kostete die Kirche insgesamt 536.000 Mark.

### Bezogenheit von Kirche und Rathaus nach den Vorstellungen des Stadtplaners Camillo Sitte

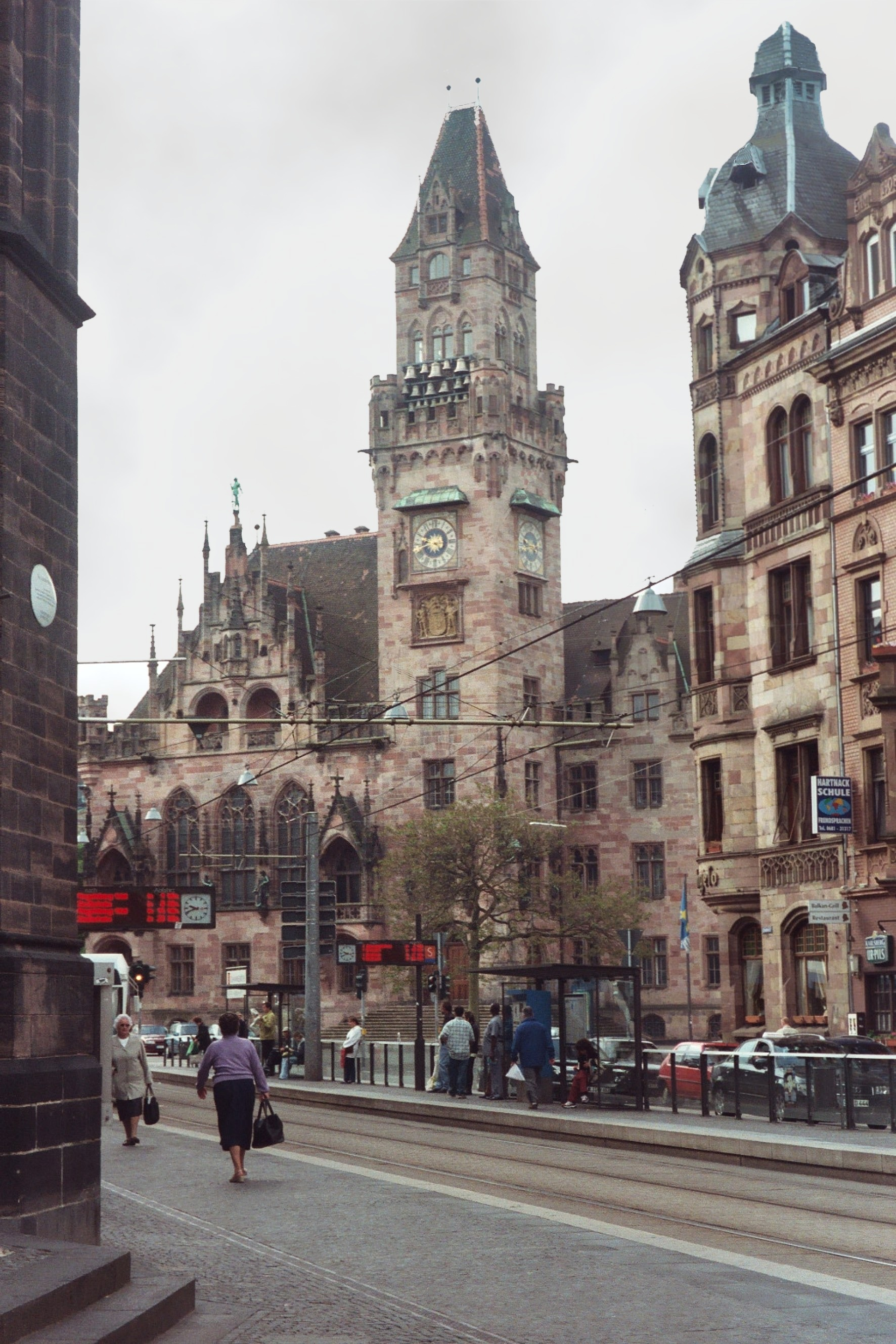
St. Johann, Diagonale Blickrichtung von der Johanneskirche (linker Bildrand) zum Rathausturm als malerisches Ensemble nach Camillo Sittes Forderungen

Von 1897 bis 1900 wurde in direkter Nachbarschaft zur Kirche durch den Architekten Georg von Hauberrisser das neogotische Rathaus St. Johann erbaut. Inspiriert von den Publikationen des Stadtplaners Camillo Sitte, die zu den bedeutendsten praktischen Lehrbüchern der europäischen Stadtplanung gehören (besonders 1889 Der Städtebau nach seinen künstlerischen Grundsätzen), sollten statt geometrisch gezirkelter, am Reißbrett entstandener, urbaner Planungen neu geplante Bezirke nun nach den Prinzipien des „malerischen Städtebaues“ mit dem Vorbild historischer Stadtbilder entstehen.
Ganz nach Sittes empfohlenen Vorbildern der Platzgruppen mit Kirche und Palast wie zum Beispiel in Modena und Perugia wurde nun der Platz zwischen Johanneskirche und Rathaus mit asymmetrischer Stellung von Kirchplatz und Rathausplatz sowie einheitlichem neogotischen Stil und Sandstein als Baumaterial gestaltet. Rathausfassade und seitliche Kirchenfassade sollten in einer weiten Diagonalen formal aufeinander bezogen sein.

### Versinnbildlichung des „Bündnisses von Thron und Altar“
Der 74 m hohe Turm der neogotischen Johanneskirche, der mit dem Turm des Hauberrisserschen Rathauses korrespondiert, enthielt vier Glocken, die aus erbeutetem französischem Kanonenerz des Deutsch-Französischen Krieges von 1870/71 gegossen worden waren. Sie wurden nach dem Kaiser, der Kaiserin, Reichskanzler Bismarck und dem heiligen Johannes (Stadtpatron) benannt und hatten bis zur Einrichtung des Rathausturmglockenspiels alleinige Läutefunktion am Rathausplatz. Sinnfälliger als durch die gegenseitige Bezogenheit von Rathaus und Kirche kann man das „Bündnis von Thron und Altar“ des streng monarchistischen ausgerichteten Protestantismus der Kaiserzeit schwerlich ausdrücken.

### Umgestaltung in der Zeit nach dem Zweiten Weltkrieg
Der Innenraum der Kirche war ursprünglich mit Pflanzenmotiven, Engeln und Wappen bemalt und der Chorbereich war durch einen Lettner abgetrennt, über dem die Orgel eingebaut war. In den 1950er Jahren und im Jahr 1962 entfernte man die im Krieg stark beschädigte Orgel und beauftragte den Trierer Architekten Heinrich Otto Vogel und den Architekten Rudolf Krüger mit der purifizierenden Neugestaltung des Innenraumes. Neben historistischen Ausstattungsstücken wurden im Jahr 1965 die Orgelempore und die Querschiffemporen ganz entfernt und die Fenster des neuen Altarraumes nach unten hin vergrößert sowie ein grau-weißer Anstrich auf Putz- und Sandsteinflächen aufgebracht. Die neue Orgel erhielt als Standort nun die Westempore, quasi spiegelbildlich zur alten Apsisempore.
Bei einem Umbau im Jahr 1995 durch den Kölner Architekten Miroslav Volf, der in Saarbrücken auch zahlreiche andere Gebäude errichtete, wurde ein neuer, quadratischer Altar aus Stahl ins Zentrum des Gebäudes verlegt. Dieser ist beweglich, falls es die Raumnutzung erfordert. Neue kastenartige Querschiffabtrennungen entstanden in moderner Form.

## Architektur

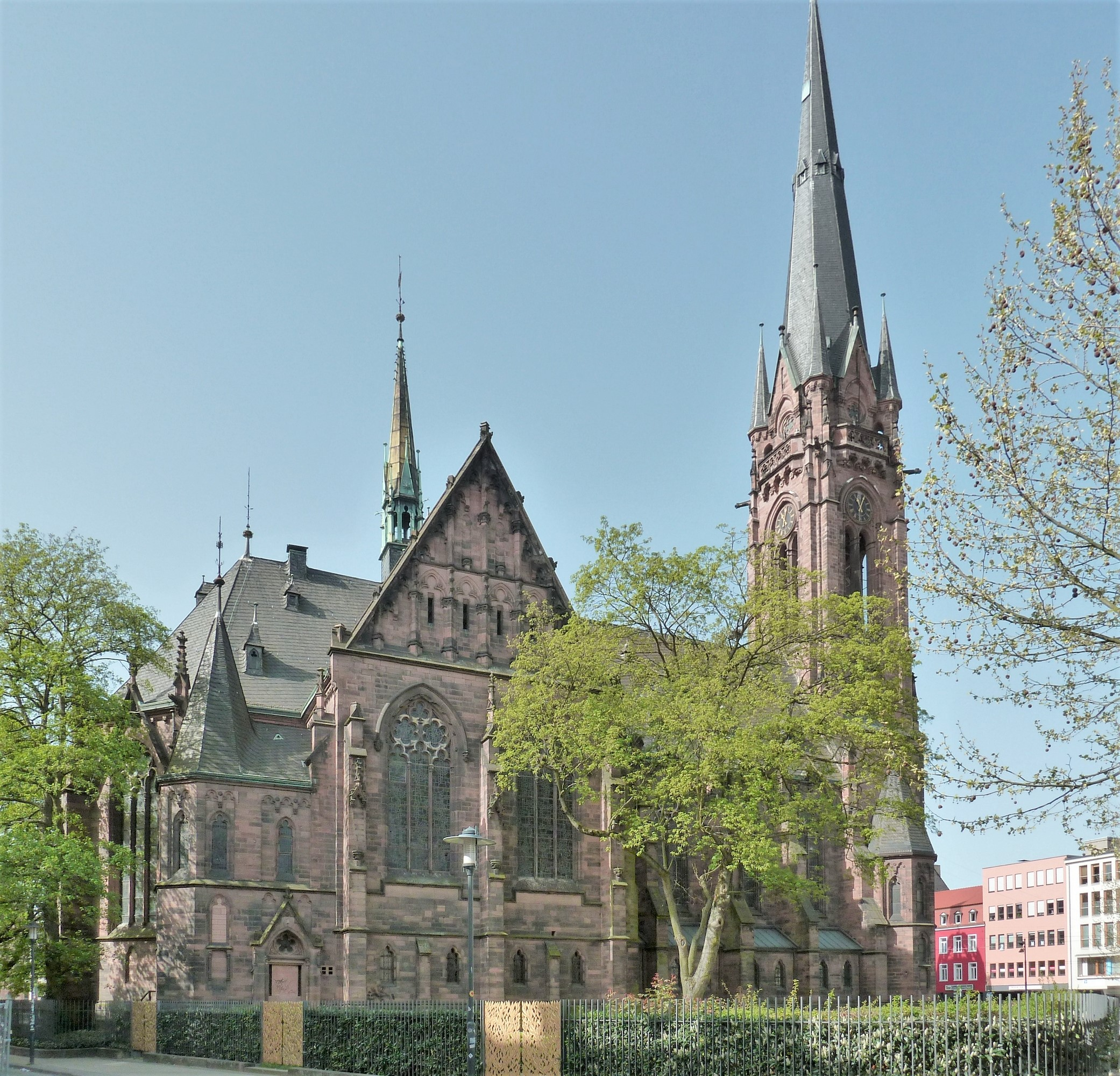
Nordostfassade mit Kirchgarten und goldenen Blättertoren

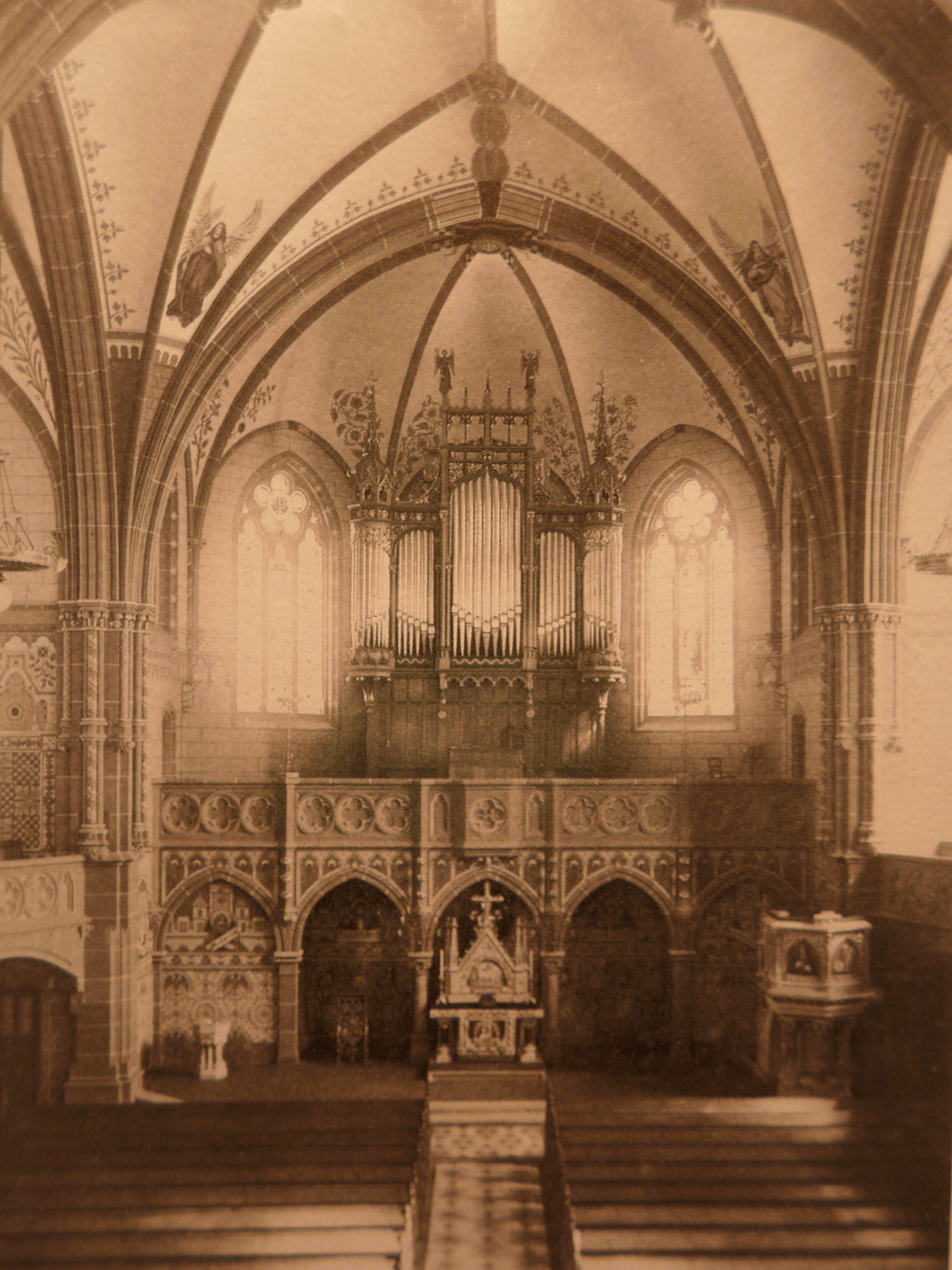
Innenansicht mit Blick zur Apsis, Vorkriegszustand (Stadtarchiv Saarbrücken)

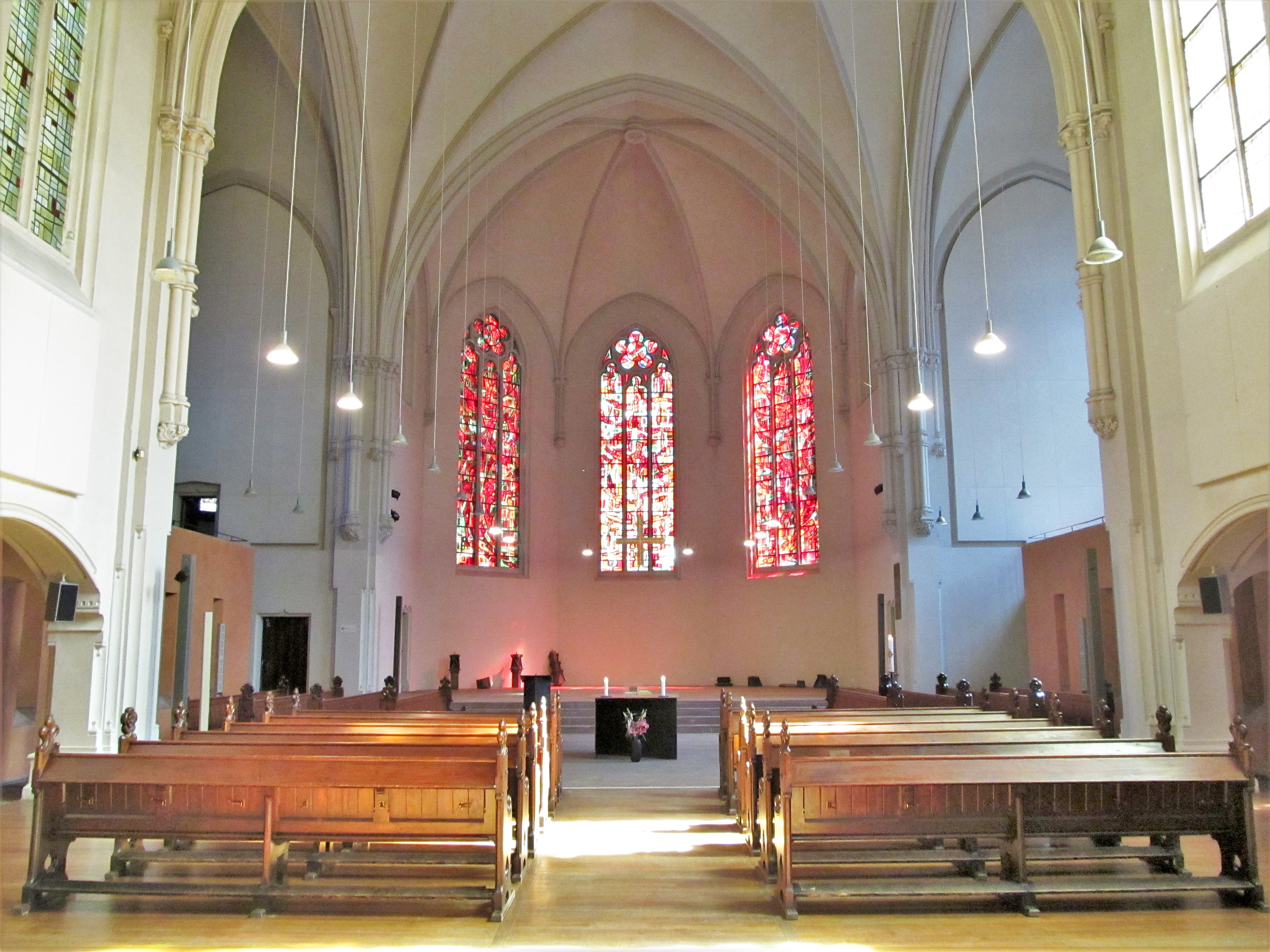
Innenansicht mit Blick zur Apsis

### Planänderungen
Die beim Wettbewerb von Architekt Güth vorgelegten Pläne einer dreischiffigen Stufenhalle mit vier Jochen und gangartigen Seitenschiffen, ausladendem Querhaus mit Emporen und vorgestelltem Westturm im neogotischen Stil wurde in der Planungsphase viermal verändert. Dabei wurden hohe, zweigeschossige Seitenschiffe zugunsten eines Basilikatyps aufgegeben. Auch der ursprünglich querrechteckig vorgesehene Chorbereich wurde gegen einen dreiseitigen Apsidialschluss ersetzt. Ebenso der Kirchturm, der zunächst querrechteckig entworfen worden war, wurde schließlich auf quadratischem Grundriss mit radial angeordneten Seitenportalen errichtet. Die Details fielen im endgültigen Plan wesentlich reicher aus. Das Zwischengeschoss unterhalb des Glockengeschosses des Turmes wurde mit Zwillingsblendöffnungen statt mit einfachen Spitzbögen geschmückt.
Die Schallöffnungen wurden mit zweibahnigen Maßwerköffnungen versehen. Das Obergeschoss erhielt Ecktürmchen und Giebelwände sowie eine reiche Maßwerkbrüstung. Statt der ursprünglich geplanten Kegeldächer wurden den Ecktürmchen sechseckige Helme aufgesetzt. Der Haupthelm wurde achteckig gestaltet. Auch die Vierung wurde entgegen den Plänen des ersten Entwurfs mit einem Vierungsturm ausgestattet. Die Seitenschiffjoche wurden durch kleeblattbogige Fenster erhellt, während sie zunächst geschlossen geplant waren.
Die Hauptschiffjoche schließen mit eigenen Giebeln, die allerdings nur mit der Spitze das Dachgesims durchbrechen. Statt der ursprünglich im Obergaden des Mittelschiffs und an den Querschiffstirnseiten vorgesehenen Drillingsfenster mit Kleeblattbögen und abgesetzter großer Kreisöffnung darüber wurden am ausgeführten Bau zwei- bzw. dreibahnige Spitzbogenfenster mit unterschiedlichen Passmaßwerken in der Bogenzone eingebaut. Auch an den Querschiffgiebeln wurden reichere Elemente ausgeführt. In spätgotischer Weise durchstoßen hier gotische Zierformen die Satteldächer. Eine gotisierende Kreuzigungsgruppe an der Spitze des dem Rathaus St. Johann zugewandten Giebels wurde in der Nachkriegszeit abgenommen.

### Grundriss
Der Grundriss hat das lateinische Kreuz als Grundlage. Die breiten querrechteckigen Mittelschiffjoche werden von niedrigen, nur 1,40 m tiefen Seitenjochen flankiert. Die Seitenschiffjoche erwecken einen kapellenartigen Eindruck. Sie öffnen sich in flachen Stichbögen, die von kräftigen längsrechteckigen Pfeilern mit abgefasten Ecken getragen werden, zum Hauptschiff. Diese Seitenschiffe sollten den Zugang zu den Bankreihen des Hauptschiffes ermöglichen.

### Mittelschiff
Das Mittelschiff ist kreuzrippengewölbt. Die Seitenschiffe sind mit Flachdecken versehen. Im Mittelschiff entstand so ein gut belichteter, stützenfreier Hauptraum mit saalartigem Eindruck einer mittelalterlichen Wegkirche, der dennoch gute Sicht auf den Altar bietet. Die Hochschiffwände des Mittelschiffes wurden schlicht gehalten. Flache Pilaster tragen die Schildbögen des Obergadens. Die Gewölberippen enden knapp unterhalb der Obergadenmitte auf kleine Konsolsteinen. Die Gruppierung der einzelnen Joche beginnt in Höhe der Sargwand des Langhauses. Dreiergruppen von Rundstäben, die auf Konsolen ruhen, leiten zum Gurtbogen über, der ebenfalls aus drei Rundstäben gebildet ist.

### Vierung
Die fast quadratische Vierung wird von einem vierzackigen Sterngewölbe überspannt. Die Knotenpunkte der Kreuzrippen werden von Schlusssteinen geziert, die mit Blattwerk und Blüten geschmückt sind.

### Querschiffe
Die ausladenden, vierteilig kreuzrippenüberwölbten Querhausarme nahmen bis zu deren Zerstörung in den 1960er Jahren prunkvolle einschwingende Emporen mit Maßwerkbrüstungen auf. Die Emporen erhoben sich über einer Dreierarkade mit flachen Stichbögen. Die Arkaden schlossen sich gestalterisch dem Duktus der Langhausarkaden an.

### Chorbereich mit Lettner
Die durch einen Lettner ursprünglich geschlossene Chorwand orientierte sich an mittelalterlichen Vorbildern, die den Gemeinderaum vom Sakralbereich abgrenzten. Der fünfbogige Lettner mit hoher Brüstung bot Platz für die große Orgel mit neogotischem Zierwerk und die Sängertribüne. Unter der Tribüne war die Sakristei und ein Geräteraum untergebracht. Zwei Lettnerportale erlaubten den Zugang. Die Vorderseite des Lettners war reich ornamental und figürlich bemalt und diente so als szenischer Hintergrund für den neogotischen Hauptaltar vor dem Mittelbogen des Lettners. Vor dem nördlichen Blendbogen des Lettners stand das Taufbecken, vor dem südlichen stand, angelehnt an den Vierungspfeiler, die Kanzel. Der aufwändig gestaltete und aus kostbaren Materialien gearbeitete Lettner wurde in den 1960er Jahren auf Beschluss des Presbyteriums zerstört.

### Malereien
Ursprünglich war der gesamte Kirchenraum farbig gefasst. Die Entwürfe dazu hatte der Maler Valentin Martin geliefert. Die Ausführung war von den Kirchenmalern Ledig und Rauh ausgeführt worden. Die Ausmalung der Sakristei, der Eingangshalle des Turmes und der beiden Treppentürme hatte Christian Woytt jr. ausgeführt. Die gesamte Ausmalung wurde auf Beschluss des Presbyteriums in den 1960er Jahren entfernt.

### Fenster
Die ursprünglichen Kirchenfenster waren vom Frankfurter Glasmaler Alexander Linnemann mit biblischen Szenen geschmückt worden. Die Fenster neben der Chororgel griffen musische Themen auf, die Chorseitenwandfenster thematisierten das Altarsakrament, die Querschiffarme zeigten Geburt, Taufe, Kreuzigung und Auferstehung Jesu. Im südlichen Seitenschiff wurden Fenster mit den Darstellungen der alttestamentlichen Propheten, im nördlichen Seitenschiff Darstellungen von Begebenheiten des Alten Testamentes eingebaut.

## Heutige Ausstattung

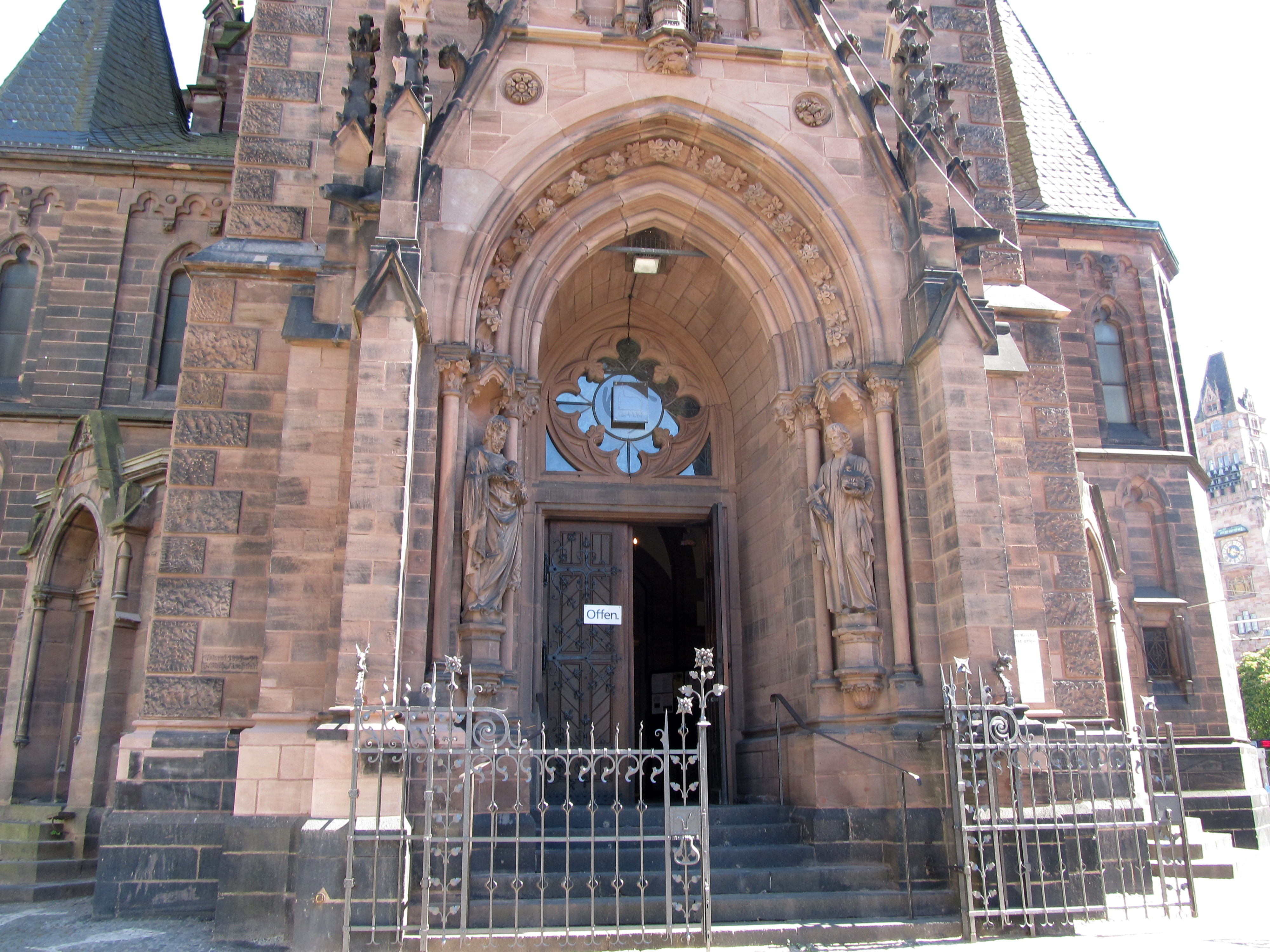
Johanneskirche, Hauptportal, Gewändefiguren: links der Stadtpatron und Namensgeber von St. Johann, der hl. Johannes der Täufer mit dem Gotteslamm; rechts: der hl. Arnulf von Metz als Glaubensbote des Saartales mit Kreuz und Modell der alten Johanneskapelle

Am Außengebäude sind lebensgroße Figuren von Christus, Johannes dem Täufer und Arnulf von Metz aufgestellt, sowie die beiden Apostel Petrus und Johannes am Südgiebel. Die Figuren entstammen der Werkstatt von Karl Gundelach. Weiterhin sind Tierdarstellungen, fratzenhafte Figuren und Wasserspeier zu sehen. Unter der Turmgalerie sind vier Figurenpaare angebracht: Ein Wächter und ein Schildknappe, ein Bergmann und ein Hüttenarbeiter, ein Mann mit geballter Faust und eine Frau mit einem Hausschlüssel, ein Steinmetz und ein Zimmermann. In der Turmvorhalle befindet sich ein Baumeisterportrait von Heinrich Güth.
Im Innenraum steht ein Taufbecken aus dickwandigem Edelstahl, das die Künstlerin Anna Hofmann aus dem Boden eines Lebensmitteltanks gefertigt hat und das im Jahr 1996 aufgestellt wurde. Das Taufbecken, der Altar, der Ambo und der Kerzentisch sind aus Walzblech gefertigt, um einen Bezug zur saarländischen Industrieregion herzustellen. Auf sonstige Dekoration wurde verzichtet. Die Kirchenbänke gehören noch zu den alten Ausstattungsteilen, sind aber nicht mehr in der ursprünglichen Anordnung aufgestellt.

## Orgel

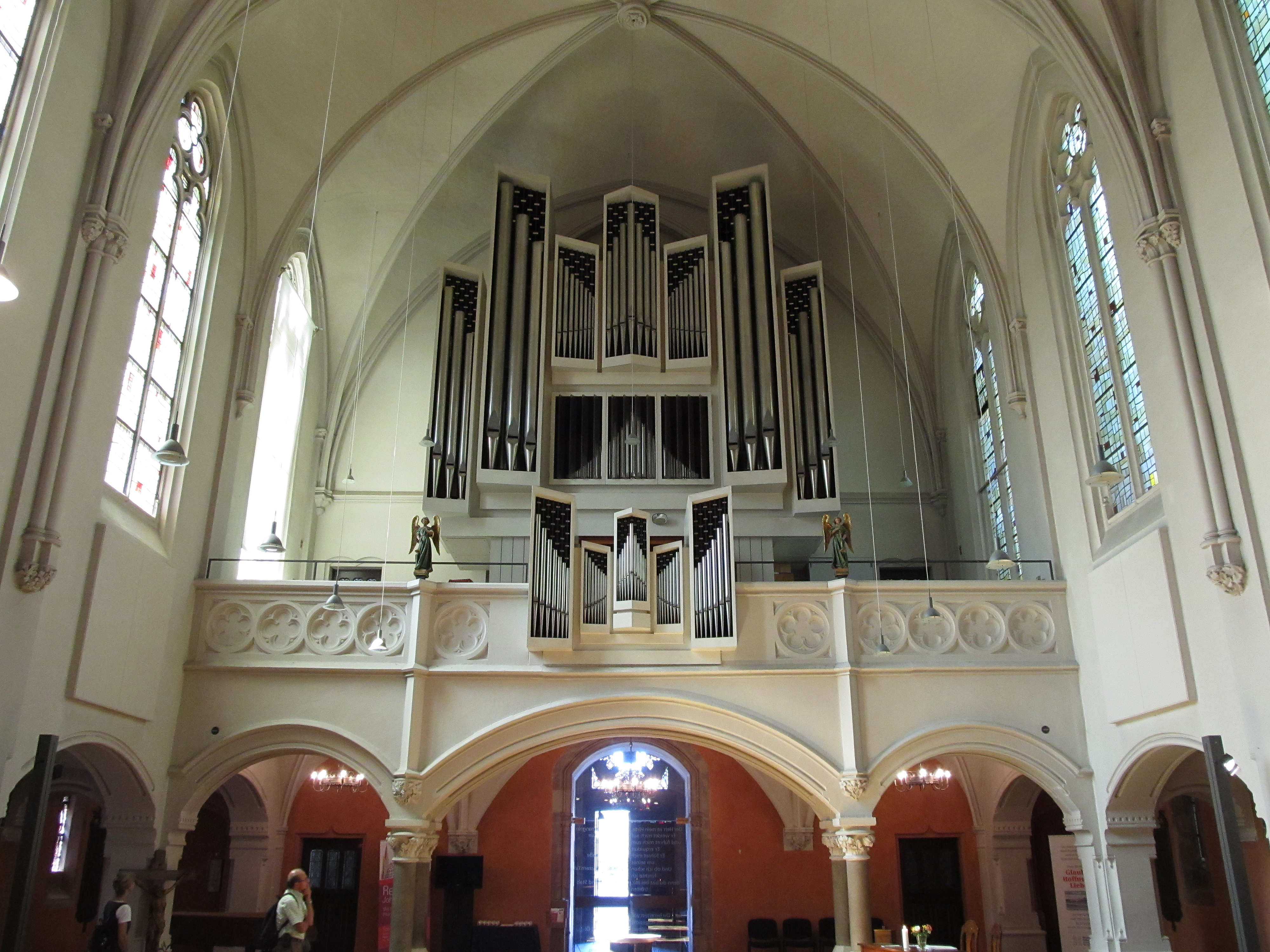
Blick zur Westempore mit dem Orgelprospekt

Die jetzige Orgel wurde im Jahr 1969 von der Orgelbaufirma Detlef Kleuker (Brackwede) errichtet. Das Instrument hat 46 Register (Schleifladen) auf drei Manualen und Pedal. Die Spieltrakturen sind mechanisch, die Registertrakturen sind elektrisch. In den 1990er Jahren wurde das Instrument zusätzlich mit mechanischen Koppeln und einer elektronischen Setzeranlage ausgestattet.
| I Rückpositiv C–g3 |                 |       |
| 1.                 | Metallgedackt   | 8′    |
| 2.                 | Quintade        | 8′    |
| 3.                 | Prinzipal       | 4′    |
| 4.                 | Rohrflöte       | 4′    |
| 5.                 | Oktave          | 2′    |
| 6.                 | Sifflöte        | 1 ⁄3′ |
| 7.                 | Sesquialtera II | 2 ⁄3′ |
| 8.                 | Scharff V       | 1′    |
| 9.                 | Krummhorn       | 8′    |
| 10.                | Rohrschalmei    | 8′    |
|                    | Tremolo         |       |

| II Hauptwerk C–g3 |                  |       |
| 11.               | Gedacktpommer    | 16′   |
| 12.               | Prinzipal        | 8′    |
| 13.               | Rohrflöte        | 8′    |
| 14.               | Oktave           | 4′    |
| 15.               | Spitzflöte       | 4′    |
| 16.               | Hohlquinte       | 2 ⁄3′ |
| 17.               | Oktave           | 2′    |
| 18.               | Rauschpfeife III | 2 ⁄3′ |
| 19.               | Mixtur VI        | 1 ⁄3′ |
| 20.               | Fagott           | 16′   |
| 21.               | Trompete         | 8′    |
|                   | Tremolo          |       |

| III Schwellwerk C–g3 |                 |        |
| 22.                  | Koppelflöte     | 8′     |
| 23.                  | Weidenpfeife    | 8′     |
| 24.                  | Prinzipal       | 4′     |
| 25.                  | Holzgedackt     | 4′     |
| 26.                  | Nasat           | 2 ⁄3′  |
| 27.                  | Waldflöte       | 2′     |
| 28.                  | Terz            | 1 3⁄5′ |
| 29.                  | Oktave          | 1′     |
| 30.                  | Scharffmixtur V | 1 ⁄3′  |
| 31.                  | Holzdulzian     | 16′    |
| 32.                  | Oboe            | 8′     |
| 33.                  | Clairon         | 4′     |
|                      | Tremolo         |        |

| Pedal C–f1 |                 |        |
| 34.        | Untersatz       | 32′    |
| 35.        | Prinzipal       | 16′    |
| 36.        | Subbaß          | 16′    |
| 37.        | Oktave          | 8′     |
| 38.        | Gemshorn        | 8′     |
| 39.        | Oktave          | 4′     |
| 40.        | Nachthorn       | 2′     |
| 41.        | Rauschpfeife IV | 5 1⁄3′ |
| 42.        | Mixtur V        | 2 ⁄3′  |
| 43.        | Posaune         | 16′    |
| 44.        | Trompete        | 8′     |
| 45.        | Dulzian         | 8′     |
| 46.        | Hohe Trompete   | 4′     |
|            | Tremolo         |        |

- Koppeln:
  - Normalkoppeln: I/II, III/I, III/II, I/P, II/P, III/P
  - Suboktavkoppeln: III/II
- Spielhilfen: Handregistratur, freie Kombinationen, 4096-fache Setzeranlage

## Glocken
Im Jahr 1900 wurden vier neue Glocken aus der Bronze von im Deutsch-Französischen Krieg 1870/1871 erbeuteten französischen Kanonen gegossen. In patriotischem Überschwang wurden sie Kaiser Wilhelm II., Kaiserin Auguste Viktoria und Otto von Bismarck geweiht. Die kleinste Glocke erhielt den Namen des St. Johanner Stadtpatrons Johannes des Täufers. Die Kaiserglocke sollte ursprünglich die Inschrift erhalten: „Was in trauriger Zeit französischer Frevel geraubet, gab aus der Beute des Sieges reichlich der Kaiser zurück“. Als Inschrift der Bismarckglocke sollte es heißen: „In Frankreich erbeutet – in Deutschland geläutet“. Die Johannesglocke sollte der Text „Ich diente einst zu blut´gem Streit – jetzt mahne ich die Christenheit“ zieren. Um im nahe gelegenen Frankreich keine diplomatischen Verstimmungen zu verursachen, wurden diese Inschriften behördlich nicht genehmigt. Nachdem die Bronzeglocken im Ersten Weltkrieg für Rüstungszwecke abgegeben und eingeschmolzen wurden, goss der Bochumer Verein 1918 vier neue Stahlglocken (des´ – 2600 kg, es´ – 1900 kg, f´ – 1400 kg, as´ – 850 kg).

## Kirchgarten

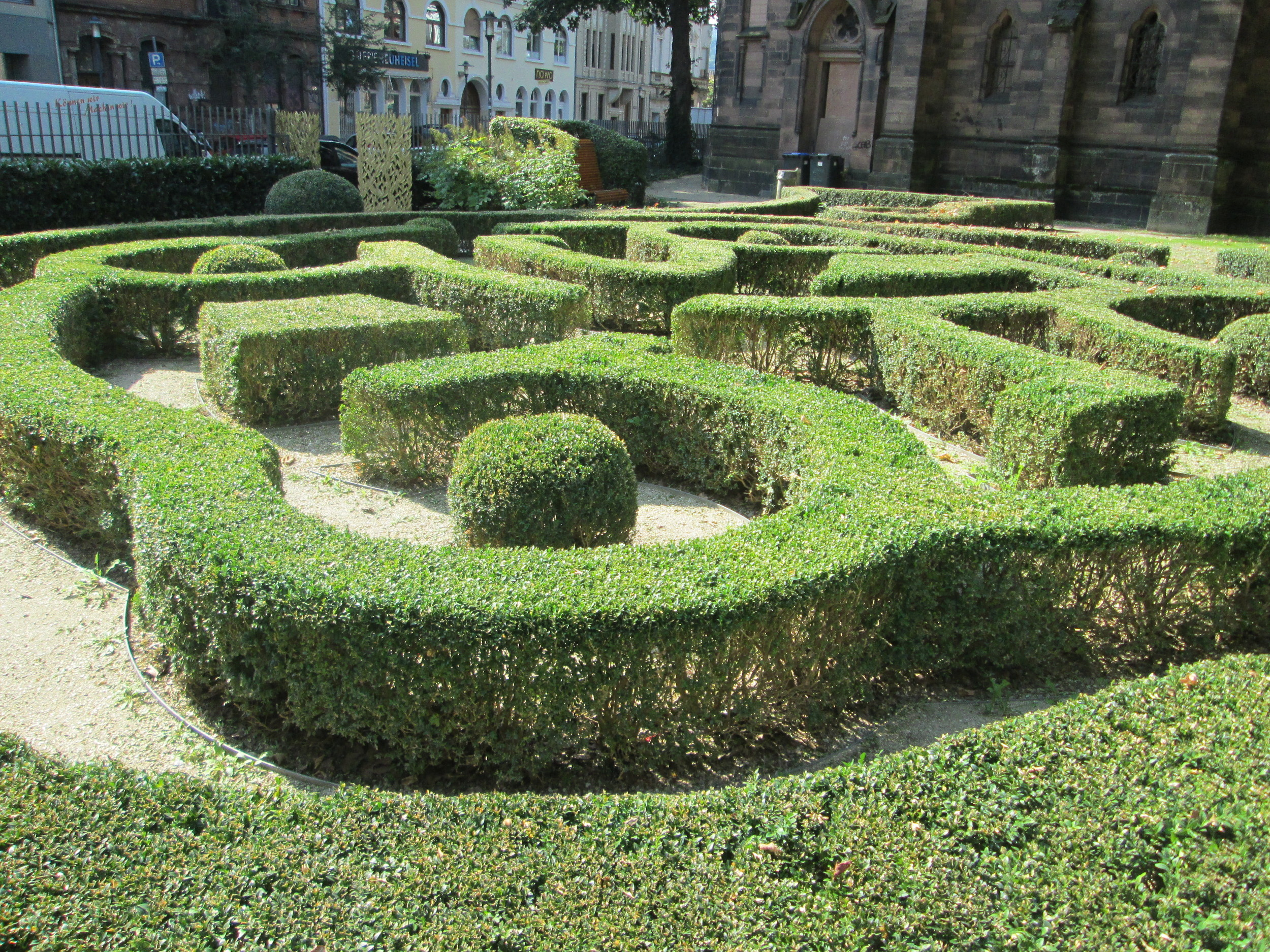
Kirchgarten der Johanneskirche mit goldenen Blättertoren

Der neue Kirchgarten wurde im Jahr 2003 fertiggestellt. Der eingezäunte Bereich mit sieben goldenen Toren aus Blattornamenten umfasst einen Springbrunnen, einen alten Kastanienbaum und ein niedriges Labyrinth aus Buchsbaum.

## Projekt Johanneskirche
Nach dem Konzept „Kontemplation-Kultur-Kommunikation“ finden sich Arbeitsgruppen zusammen, um Einzelaktionen oder Veranstaltungsreihen zu realisieren. Diese können geistlich-kirchlicher oder kulturell-künstlerischer Natur sein. Es finden Filmreihen, Konzerte, multimediale Events oder Diskussionsrunden in der Kirche statt.